# Auto-Bob
Auto-Bob war ein US-amerikanischer Hersteller von Automobilen.

## Unternehmensgeschichte
Jack Hickman gründete 1914 das Unternehmen in East Pittsburgh in Pennsylvania. Im August 1914 begannen die Produktion  von Automobilen und die Werbung. Der Markenname lautete Auto-Bob. 1915 endete die Produktion.

## Fahrzeuge
Im Angebot stand ein kleines Fahrzeug. Der Motor leistete 3,5 PS. Das Fahrzeug war auch in Teilen zum Selbstbau erhältlich. Der Neupreis betrug 130 US-Dollar für den Bausatz und 150 Dollar für ein Komplettfahrzeug.